# Екатериновка (Москаленский район)
Екатери́новка — село в Москаленском районе Омской области. Административный центр Екатериновского сельского поселения.

## География
Село расположено в 9 км к юго-западу от п. Москаленки.

## История
Основано в 1906 году немецкими переселенцами из Екатеринославской губернии. До 1917 года меннонитско-лютеранское село в составе Омского уезда Акмолинской области. В 1914 году открыта школа. В 1920-х действовало семенное товарищество «Успех». В 1930 году организован колхоз «Фортшрит», с 1950 года — колхоз имени Димитрова.

## Население
| Год     | 1920 | 1926 | 1970 | 1979 | 1989 | 2010 |
| ------- | ---- | ---- | ---- | ---- | ---- | ---- |
| человек | 193  | 152  | 614  | 792  | 843  | 695  |